# Циркумамбуляция
Циркумамбуляция является ритуальным движением, обходом вокруг священного объекта или идола.
Обход храмов или изображения божества является неотъемлемой частью индуистской и буддийской практик преданного служения (известного, как Парикрама). В иудаизме и христианстве осуществляется обход Иерихона израильтянами в Книге Иисуса Навина. В Иудаизме обход совершается на Хошана Раба, в конце праздника Суккот. Еврейские невесты во время брачного обряда совершают круговые движения. В Католической Церкви, священник иногда обходит алтарь. В Православной Церкви свершается как троекратный обход церкви во время крестного хода. Часто троекратный обход свершается как отсылка к Троице. В исламе обход выполняется вокруг Каабы в Мекке, против часовой стрелки.

## В православии
Хождение вокруг храма посолонь или противосолонь — одно из разночтений между официальной церковью и старообрядцами в России.

## В индуизме

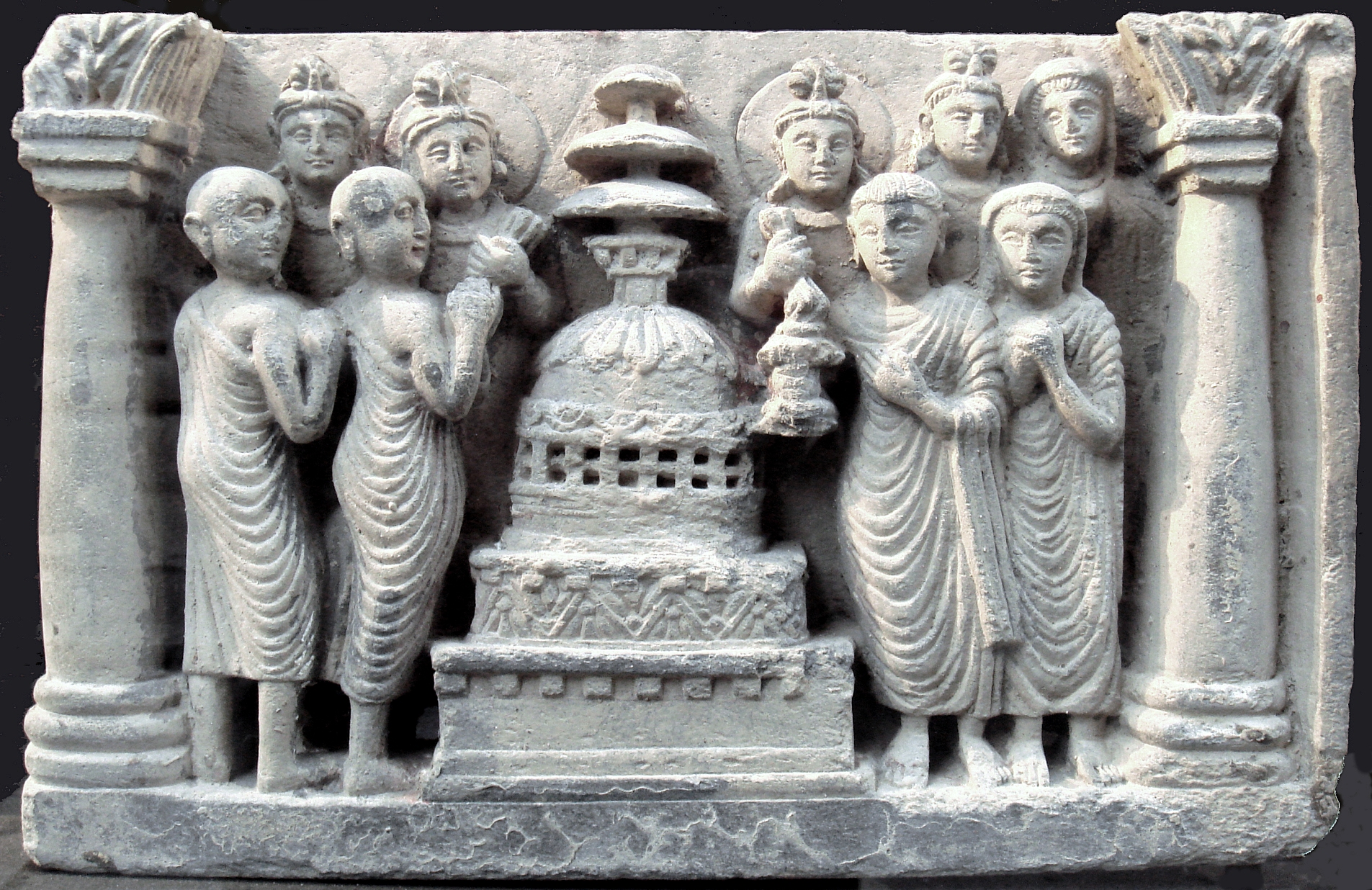
Барельеф с изображёнными древними индийскими буддистами, обходящими ступу в храме Чайтья

Во многих индуистских храмах, храмовая структура отражает символику Индуизма и духовный переход от повседневной жизни к духовному совершенству, как путешествие через этапы. Амбулаторно проходы присутствуют для обхода, через которые верующие двигаются в направлении по часовой стрелке, начиная от двери святилища и перемещаясь внутрь к святая святых, где находится божество. Данный тип движений является способом духовной концепции перехода через уровни жизни и постепенного перемещения внутрь через амбулаторные залы в самый священный центр духовной энергии божества. Обход делается в направлении по часовой стрелке и нечётное количество раз. Циркумамбуляция — ходьба вокруг святыни, является распространенной формой молитв индусов.

## В исламе

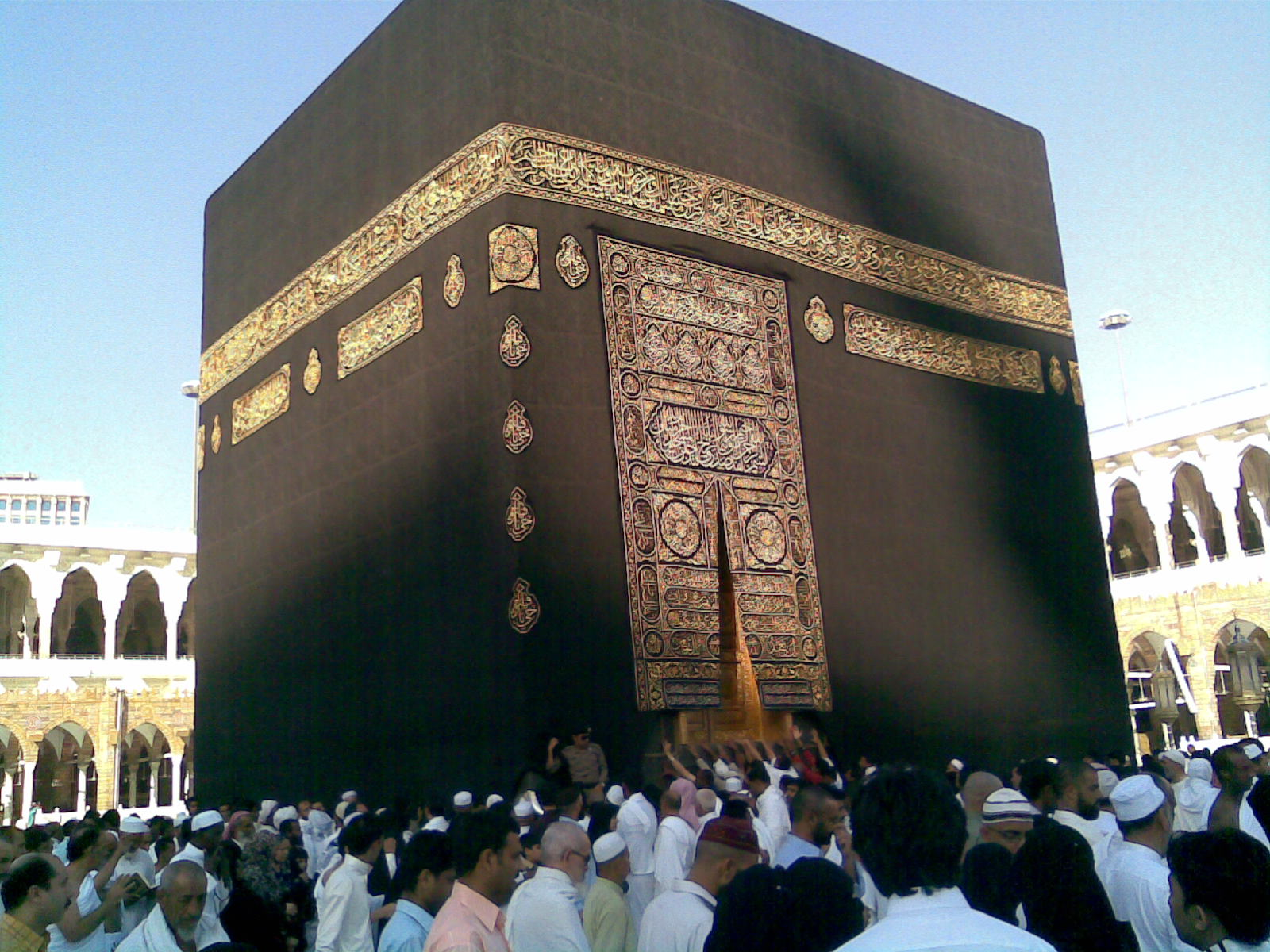
Ритуальный обход Каабы в Исламе

Таваф (طواف) является одним из исламских ритуалов паломничества. Во время хаджа и умры, мусульмане должны обходить Каабу (самое священное место в исламе) семь раз, в направлении против часовой стрелки. Круговое движение предписано Аллахом в Коране 2.122 Мы назначили этот дом в сборище и убежище людям: держите для себя место Авраамово мольбищем. Мы заповедали Аврааму и Исмаилу: оба вы внушите, чтобы дом Мой благоговейно чтили совершающие вокруг его обходы, проводящие в нём время в благочестивых думах, прекланяющиеся и покланяющиеся до земли».

## В бахаизме
Бахаи выполняют обход святынь Баба и Бахауллы, во время паломничества в Хайфе и в Бахджи, в Израиле. Во время свершения обхода, соблюдается полная тишина. Циркумамбуляция проводится во время церковных праздников, в день рождения и вознесения Бахауллы, а также в день рождения и мученической смерти Баба.

## В масонстве

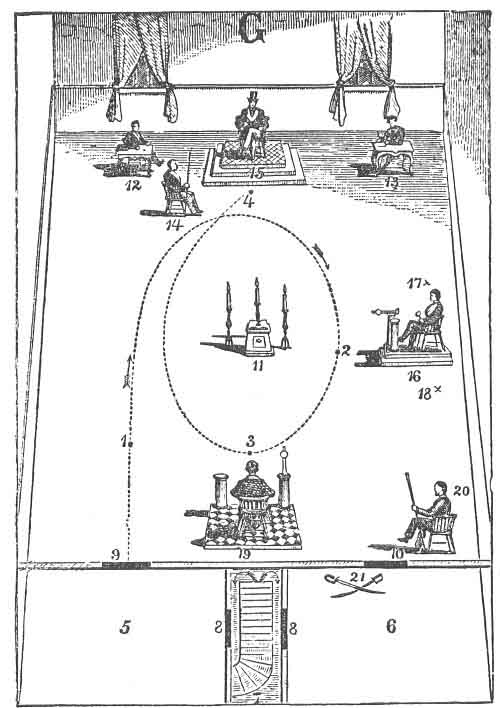
Схема циркумамбуляции в ритуале посвящения в степень ученика

Кандидаты в ритуале посвящения в масонские степени совершают циркумамбуляцию вокруг алтаря или колонн силы, мудрости и красоты. В степени ученика совершается тройной обход. Как правило обход идёт по часовой стрелке (посолонь), но может совершаться и против (противосолонь). Число раз, которое кандидаты совершают обход вокруг алтаря или колонн, зависит от степени в которую проводится посвящение. Все передвижения во время проведения ритуала в масонской ложе совершаются только по часовой стрелке. Все перемещения в ложе производятся обрядоначальником, по указанию досточтимого мастера.